# Régua de cálculo

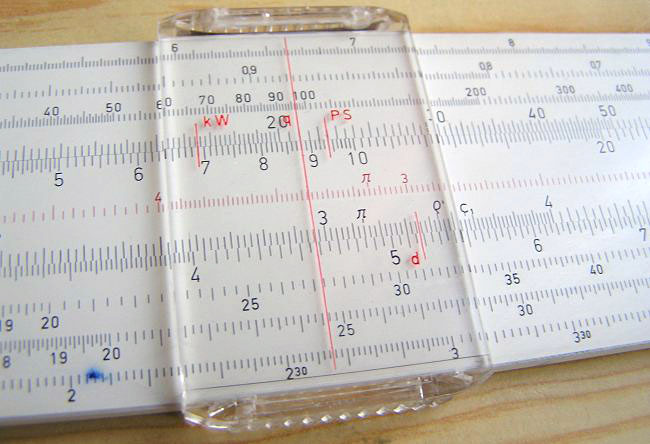
Cursor de uma Régua de Cálculo

A régua de cálculo é um dispositivo de cálculo que se baseia na sobreposição de escalas logarítmicas. Os cálculos são realizados através de uma técnica mecânica analógica que permite a elaboração dos cálculos por meio de guias deslizantes graduadas, ou seja, réguas logarítmicas que deslizam umas sobre as outras, e os valores mostrados em suas escalas são relacionados através da ligação por um cursor dotado de linhas estrategicamente dispostas, que têm a função de correlacionar as diversas escalas da régua de cálculo.
Foi inventada pelo matemático inglês William Oughtred, em 1622, baseando-se na tábua de logaritmos que fora criada por John Napier pouco antes, em 1614.
Apesar da semelhança com uma régua, é uma régua com propriedades logarítmicas. A régua de cálculos é um dispositivo que não tem nada a ver com medição de pequenas distâncias ou traçagem de retas. A régua de cálculo é a mãe das calculadoras eletrônicas modernas, porque trabalha com logaritmos (até mesmo porque os engenheiros que criaram as calculadoras eletrônicas provavelmente fizeram isso usando réguas de cálculo nas suas funções iniciais). Ela foi largamente usada até a década de 1970, quando a versão eletrônica se tornou largamente difundida, superando a régua de cálculo, e muito bem aceita, em função de sua simplicidade e precisão.
Quanto à precisão, as réguas de cálculo não fornecem valores exatos, e sim aproximados, por serem analógicos, e que são aceitos como viáveis dentro de certa aplicação. Assim, um cálculo como 1345 x 3442  é resolvido em poucos segundos com uma régua de cálculo, mas o máximo que será possível dizer do resultado é que ele está bem próximo de 4.650.000 e raramente o valor exato (4.629.490, neste caso).

## Sistema - Matrix (LogLinhas)
Atualmente utilizam-se os mesmos procedimentos das antigas réguas de cálculo acopladas agora ao computador. Quando as funções quadráticas, exponenciais, e outras possíveis de serem editadas em um Sistema integral - e - diferencial matricial, onde são enquadradas através do processo da e na chamada "LogLinha". Quando essas diversas curvas se dispõem matematicamente dentro de um sistema, de mais de 40 funções matemáticas com igual número de variáveis vetoriais.

## Tipos

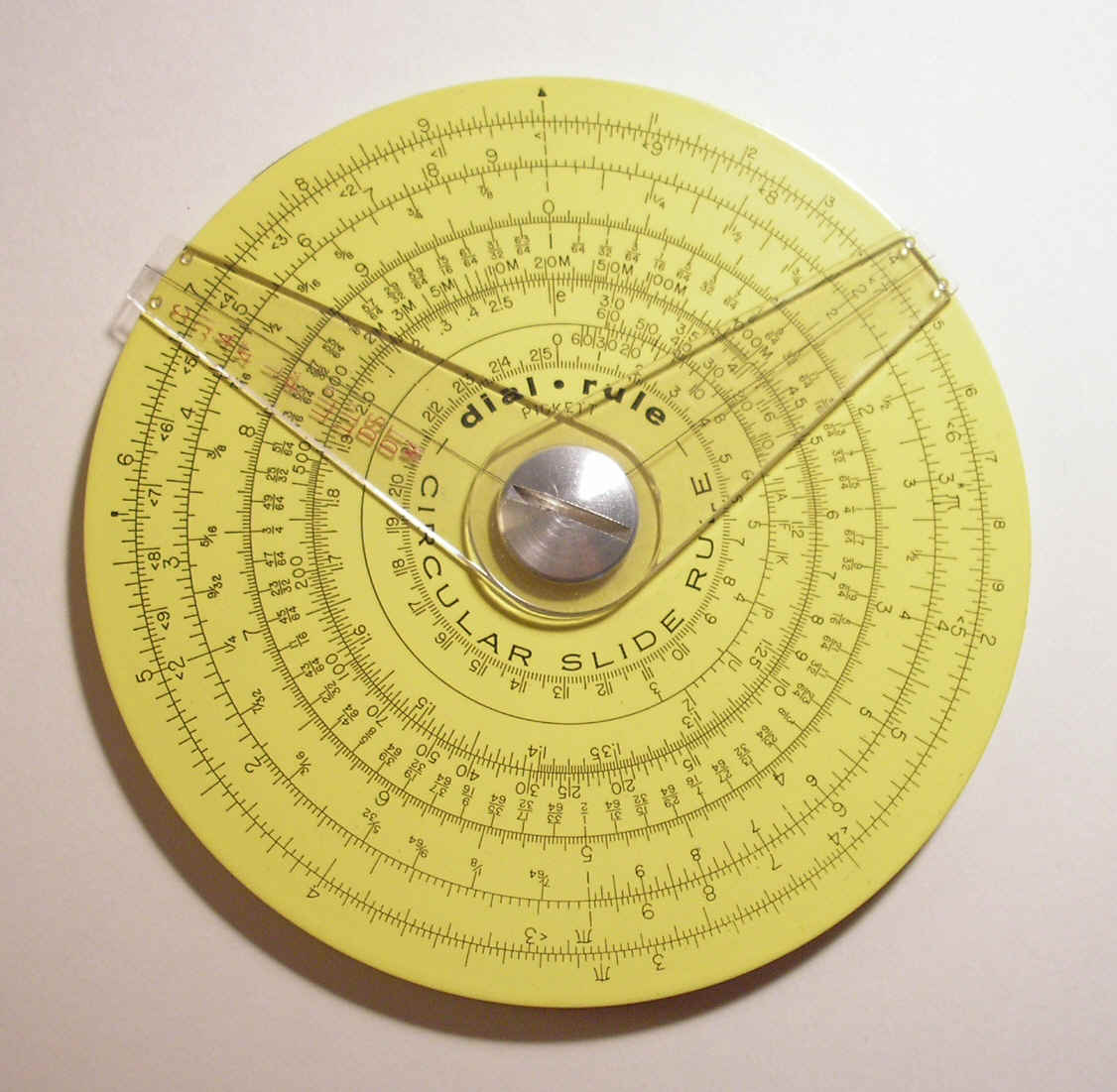
Típica régua de cálculo circular

Apesar de todas elas se parecerem, existem muitas variações de tipo de régua quanto a sua aplicação, diferença esta que fica por conta das escalas presentes na régua de cálculo. Além das diferentes disponibilidades de escalas, elas também podem ser circulares ou mesmo cilíndricas.
Na prática, cada tipo de régua se destina a uma aplicação específica, em função de suas escalas e de seu tipo, mas no mínimo as operações básicas são todas realizáveis.

## Teoria
Em geral, operações de adição/subtração feitas a mão (com lápis e papel), são extremamente mais simples que todas as demais operações. São nestas outras operações que as réguas de cálculos entram para facilitar o trabalho, e elas fazem isso convertendo para uma soma uma multiplicação ou para uma simples subtração uma divisão. Isso é feito levando-se em conta as seguintes propriedades matemáticas:
{\displaystyle \log(A\cdot B)=\log A+\log B} e {\displaystyle \log \left({A \over B}\right)=\log A-\log B}
Como as escalas da régua são logarítmicas quando se localiza na régua os ponto A e B na verdade estamos localizando a distância logarítmica em que este ponto esta contando do começo da régua, quando se somam estas duas distâncias iremos obter na prática uma distância que é a distância do valor da multiplicação dos dois valores (como a primeira expressão acima prova). Se subtrairmos estas distâncias então estariamos dividindo um valor pelo outro.

## Escalas

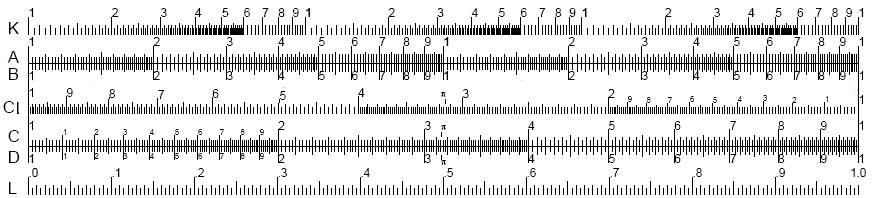
Escalas mais comuns de uma régua de cálculos

A régua de cálculo é composta por dois tipos de escalas: as fixas e as móveis, e em cada uma destas partes estão distribuídas as várias possíveis escalas. Quase sempre as escalas mostradas na figura ao lado estão presentes em todas as réguas. Estas são as principais escalas mas, no entanto, existem muitas outras, inclusive há réguas que possuem diversas partes móveis com escalas diferentes que podem ser intercambiadas na parte fixa para expandir as possibilidades de cálculos, por exemplo na régua ao lado não existe a escala S que faz cálculos com senos, assim poderíamos tirar a parte móvel (composta, no caso, pelas escalas B, CI e C), e colocar uma outra que contivesse a escala S que em conjunto com a escala D permite cálculos de seno.
Além da parte fixa e da móvel, a régua tem ainda o cursor, que é uma janela móvel com uma linha fina, que permite que pontos em escalas não adjacentes sejam alinhados.
Na tabela seguinte vemos algumas das escalas:
| A e B   | {\displaystyle X^{2}}             | duas décadas - usadas em multiplicações, divisões, raiz quadrada e quadrados                 |
| C e D   | {\displaystyle X}                 | uma década - usadas em multiplicações, divisões, raiz quadrada e cubicas e quadrados e cubos |
| CI e DI | {\displaystyle 1 \over X}         | as escalas C e D em ordem inversa - usadas em operações de inverso                           |
| K       | {\displaystyle X^{3}}             | três décadas - usada em operações de raiz cubica e cubos                                     |
| L       | {\displaystyle \log X}            | escala linear - usada para logaritmos de base 10                                             |
| LL0     | {\displaystyle e^{0.001\cdot X}}  | potência de e                                                                                |
| LL1     | {\displaystyle e^{0.01\cdot X}}   | potência de e                                                                                |
| LL2     | {\displaystyle e^{0.1\cdot X}}    | potência de e                                                                                |
| LL3     | {\displaystyle e^{X}}             | potência de e                                                                                |
| LL/0    | {\displaystyle e^{-X}}            | potência de e                                                                                |
| LL/1    | {\displaystyle e^{-0.1\cdot X}}   | potência de e                                                                                |
| LL/2    | {\displaystyle e^{-0.01\cdot X}}  | potência de e                                                                                |
| LL/3    | {\displaystyle e^{-0.001\cdot X}} | potência de e                                                                                |
| Ln      | {\displaystyle \ln X}             | usada para logaritmos de base e                                                              |
| S       | {\displaystyle \sin X}            | operações com seno (diretamente) e coseno (indiretamente)                                    |
| T       | {\displaystyle \tan X}            | tangentes e cotangentes                                                                      |

No caso de régua de cálculo para engenharia elétrica, por exemplo, podem existir escalas para conversão entre unidades de potência (kW), cálculo de tensão em condutores (V) e outras.

## Operações

### Multiplicação
O próximo esquema mostra as escalas C e D posicionadas para uma multiplicação por 1,5, veja que qualquer valor lido na escala C (a de cima), resultará automaticamente neste valor multiplicado por 1,5 na escala D (a de baixo).
O uso da régua de cálculo exige constante uso de notações científicas, assim o ajuste da régua para multiplicar por 1,5, 150, 1500, 0,000015, etc. seria o mesmo, bastando "transportar" para o resultado o expoente corrente.

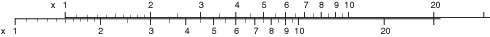
Multiplicação por 1,5

### Divisão
O esquema abaixo mostra as escalas C e D posicionadas para realizar uma divisão, no caso do valor 5,5 na escala D (a de baixo), por 2 na escala C (a de cima), como trata-se de uma divisão devemos subtrair os valores então a leitura é feita para a esquerda e não para a direita como no caso da multiplicação. Vamos então que o 1 da escala C está sobre o valor 2,75 da escala D, essa é a resposta.

Divisão de 5,5 por 2 resultando em 2,75

### Cálculos mais complexos
Operações mais complexas podem ser facilmente realizadas também, algumas delas estão na tabela seguinte, e isso levando em conta as escalas padrões que existem em todas as réguas, mas muitas delas têm recursos específicos que ampliam em muito sua capacidade.
| {\displaystyle x^{2}}                                           | Resultado em A por x em D                                 |
| {\displaystyle {\sqrt {x}}}                                     | Resultado em D por x em A                                 |
| {\displaystyle x^{3}}                                           | Resultado em K por x em D                                 |
| {\displaystyle {\sqrt[{3}]{x}}}                                 | Resultado em D por x em K                                 |
| {\displaystyle x\cdot y^{2}}                                    | Índice de C em y em D, ler resultado em A por x em B      |
| {\displaystyle {{x^{2}} \over y}}                               | Alinha y em B com X em D, resultado pelo índice de B em A |
| {\displaystyle {x \over {y^{2}}}}                               | Alinha y em C com x em A, resultado pelo índice de B em A |
| {\displaystyle {{x\cdot y^{2}} \over z}}                        | Alinha z em B com y em D, resultado em A por x em B       |
| {\displaystyle (x\cdot y)^{2}}                                  | Índice de C em x em D, resultado em A por y em C          |
| {\displaystyle \left({x \over y}\right)^{2}}                    | Alinha y em C com x em D, resultado pelo índice de C em A |
| {\displaystyle {\sqrt {x\cdot y}}}                              | Índice de B em x em A, resultado em D por y em B          |
| {\displaystyle {\sqrt {x \over y}}}                             | Alinha y em B com x em A, resultado no índice de C em D   |
| {\displaystyle {{x\cdot y} \over z^{2}}}                        | Alinha z em C com y em A, resultado em A por x em B       |
| {\displaystyle x\cdot {\sqrt {y \over z}}}                      | Alinha z em B com y em A, resultado em D por x em C       |
| {\displaystyle {{\sqrt {x}} \over y}}                           | Alinha y em C com x em A, resultado no índice de C em A   |
| {\displaystyle {x \over {\sqrt {y}}}}                           | Alinha y em B com x em D, resultado no índice de C em D   |
| {\displaystyle x\cdot {\sqrt {y}}}                              | Índice de C em x em D, resultado em D por y em B          |
| {\displaystyle {\sqrt {{x\cdot y} \over z}}}                    | Alinha z em B com x em A, resultado em D por y em B       |
| {\displaystyle {{x\cdot y} \over {\sqrt {z}}}}                  | Alinha z em B com y em D, resultado em D por x em C       |
| {\displaystyle {\sqrt {{x^{2}\cdot y} \over z}}}                | Alinha z em B com x em D, resultado em D por y em B       |
| {\displaystyle {{x^{2}\cdot y^{2}} \over z}}                    | Alinha z em B com x em D, resultado em A por y em C       |
| {\displaystyle {a\cdot {\sqrt {y}}} \over z}                    | Alinha z em C com y em A, resultado em D por x em C       |
| {\displaystyle \left({{x\cdot {\sqrt {y}}} \over z}\right)^{2}} | Alinha z em C com x em D, resultado em A por y em B       |
| {\displaystyle \log x}                                          | Resultado em L por x em D                                 |
| {\displaystyle 10^{x}}                                          | Resultado em D por x em L                                 |
| {\displaystyle \sin x}                                          | Resultado em D por x em S                                 |
| {\displaystyle \tan x}                                          | Resultado em D por x em T                                 |

## Outros arquivos
- Régua de cálculo circular